# Peder Schousboe
Peder Kofod Anker Schousboe, född 1766 i Rønne (döpt den 17 augusti), död den 26 februari 1832 i Tanger, var en dansk botaniker. Auktorsnamnet Schousb. kan användas för Peder Schousboe i samband med ett vetenskapligt namn inom botaniken; se Wikipediaartiklar som länkar till auktorsnamnet.
Schousboe blev student vid Köpenhamns universitet 1787. Då Christen Friis Rottbøll blev svag, kom Schousboe, som hade stort intresse för botanik, att hålla föreläsningarna i detta ämne i hans ställe. Åren 1791–1793 företog han med understöd från Johan von Bülow en resa till Marocko, och 1796 blev han dansk konsul i Tanger, där han nu med stor iver fortsatte sina studier kring landets flora, dels kring blomsterplantorna, dels kring havsalgerna. Ett släkte av törelväxterna fick av Heinrich Christian Friedrich Schumacher namnet Schousboea efter honom och samma namn gav Carl Ludwig Willdenow ett släkte av tropikmandelväxterna.
År 1800 utgav Schousboe hos Videnskabernes Selskab, av vilket han 1798 blivit medlem, ett större arbete Om Væxtriget i Marokko, som året efter utkom på tyska, men först 1874 utgavs på franska. Schousboes studier över havsalgerna vid Marockos kust var även de betydelsefulla. Hans manuskript, till vilket hör en atlas om 431 kulörta planscher, befinner sig till största delen i Paris; Gustave Adolphe Thuret hade börjat bearbeta detta för vetenskapen viktiga material, men Jean-Baptiste Édouard Bornet fortsatte och utgav det 1892 under titeln: Les Algues de P. K. A. Schousboe.